# 1996年アトランタオリンピックの野球競技・日本代表
1996年アトランタオリンピックの野球競技・日本代表（1996ねんアトランタオリンピックのやきゅうきょうぎ・にっぽんだいひょう）は、1996年にアトランタで開催されたアトランタオリンピックの野球競技に出場する野球日本代表選手を編成したチームのことである。

## 概要
代表選手20人のうち大学生選手が4人、社会人選手が16人の構成となっている。
出場国はキューバ、アメリカ合衆国、日本、ニカラグア、オランダ、イタリア、オーストラリア、韓国の8か国。前大会から引き続き予選は8か国総当たりとなった。日本は予選リーグでキューバに競り負けたほか、オーストラリアにも競り負けるなど4勝3敗の3位で予選を通過。準決勝では4大会連続でアメリカと対戦し、5本塁打を放って圧勝。決勝戦では、予選リーグ以外で初めてオリンピックにてキューバと対戦。序盤6点のビハインドを負ったが松中信彦の満塁本塁打などで追いつくなど打撃戦となった。結局終盤に投手陣が崩れ4点差で敗れ、銀メダルに終わった。

## 代表メンバー
所属や年齢等は選出当時。
|        | 背番号 | 氏名       | 所属           | 投 | 打 | 年齢 | 備考             |
| ------ | ------ | ---------- | -------------- | -- | -- | ---- | ---------------- |
| 監督   | 30     | 川島勝司   | ヤマハ         |    |    | 53   |                  |
| コーチ | 31     | 垣野多鶴   | 三菱自動車川崎 |    |    | 45   | 打撃コーチ       |
| コーチ | 32     | 大田垣耕造 | 東芝           |    |    | 46   | 投手コーチ       |
| コーチ | 33     | 井尻陽久   | 日本生命       |    |    | 44   | 守備・走塁コーチ |
| 投手   | 11     | 三澤興一   | 早稲田大学     | 右 | 右 | 22   |                  |
| 投手   | 12     | 森中聖雄   | 東海大学       | 左 | 左 | 22   |                  |
| 投手   | 14     | 木村重太郎 | 東芝           | 右 | 右 | 28   |                  |
| 投手   | 15     | 川村丈夫   | 日本石油       | 右 | 右 | 24   |                  |
| 投手   | 16     | 小野仁     | 日本石油       | 左 | 左 | 19   |                  |
| 投手   | 18     | 森昌彦     | NTT東海        | 右 | 右 | 30   |                  |
| 投手   | 19     | 杉浦正則   | 日本生命       | 右 | 右 | 28   |                  |
| 捕手   | 9      | 大久保秀昭 | 日本石油       | 右 | 左 | 27   |                  |
| 捕手   | 21     | 黒須隆     | 日産自動車     | 右 | 右 | 27   |                  |
| 内野手 | 1      | 福留孝介   | 日本生命       | 右 | 左 | 19   |                  |
| 内野手 | 2      | 野島正弘   | 日本石油       | 右 | 右 | 24   |                  |
| 内野手 | 3      | 松中信彦   | 新日本製鐵君津 | 左 | 左 | 22   |                  |
| 内野手 | 4      | 今岡誠     | 東洋大学       | 右 | 右 | 21   |                  |
| 内野手 | 6      | 桑元孝雄   | 三菱自動車川崎 | 右 | 右 | 26   |                  |
| 内野手 | 7      | 井口忠仁   | 青山学院大学   | 右 | 右 | 21   |                  |
| 内野手 | 8      | 西郷泰之   | 三菱自動車川崎 | 左 | 左 | 23   |                  |
| 外野手 | 10     | 中村大伸   | NTT東京        | 左 | 左 | 30   | 主将             |
| 外野手 | 24     | 高林孝行   | 日本石油       | 右 | 右 | 28   |                  |
| 外野手 | 25     | 佐藤友昭   | プリンスホテル | 左 | 左 | 27   |                  |
| 外野手 | 27     | 谷佳知     | 三菱自動車岡崎 | 右 | 右 | 23   |                  |

## アトランタオリンピックの戦績
|            | 試合結果 | 試合結果 | 対戦チーム     | 備考                 | 試合会場                                     |
| ---------- | -------- | -------- | -------------- | -------------------- | -------------------------------------------- |
| 予選リーグ | ○        | 12 - 2   | オランダ       | 7回コールド          | アトランタ・フルトン・カウンティ・スタジアム |
| 予選リーグ | ●        | 7 - 8x   | キューバ       |                      | アトランタ・フルトン・カウンティ・スタジアム |
| 予選リーグ | ●        | 6 - 9    | オーストラリア |                      | アトランタ・フルトン・カウンティ・スタジアム |
| 予選リーグ | ●        | 5 - 15   | アメリカ合衆国 |                      | アトランタ・フルトン・カウンティ・スタジアム |
| 予選リーグ | ○        | 13 - 6   | ニカラグア     |                      | アトランタ・フルトン・カウンティ・スタジアム |
| 予選リーグ | ○        | 14 - 4   | 韓国           | 7回コールド          | アトランタ・フルトン・カウンティ・スタジアム |
| 予選リーグ | ○        | 12 - 1   | イタリア       | 8回コールド、3位通過 | アトランタ・フルトン・カウンティ・スタジアム |
| 準決勝     | ○        | 11 - 2   | アメリカ合衆国 |                      | アトランタ・フルトン・カウンティ・スタジアム |
| 決勝       | ●        | 9 - 13   | キューバ       | 銀メダル獲得         | アトランタ・フルトン・カウンティ・スタジアム |